# Associazione Sportiva Roma 2008-2009
Questa voce raccoglie le informazioni riguardanti l'Associazione Sportiva Roma nelle competizioni ufficiali della stagione 2008-2009.

## Stagione

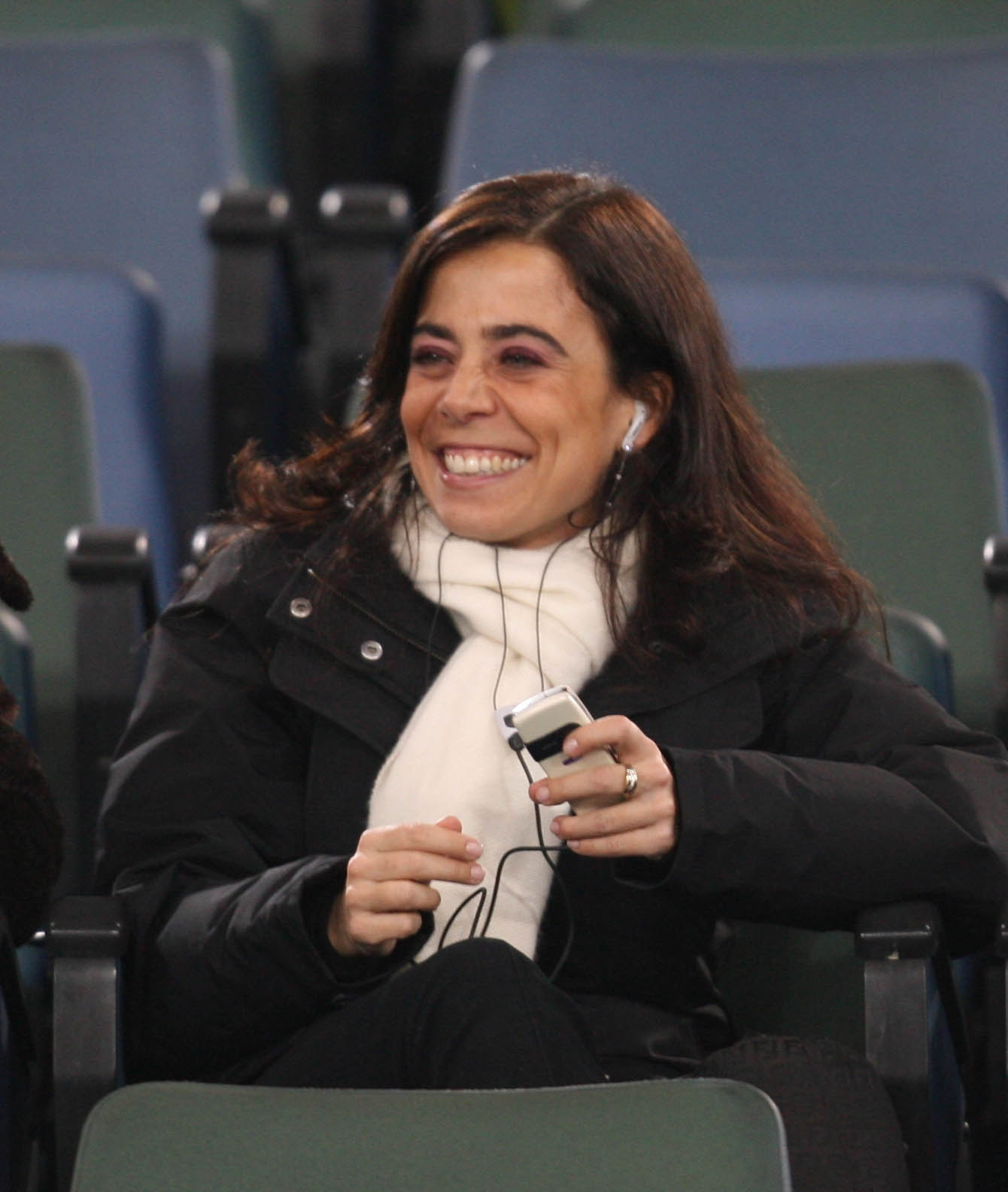
Rosella Sensi, nuova presidente del club, succeduta nell'incarico al padre dopo la morte di quest'ultimo.

Il 17 agosto 2008 la società conobbe un lutto dalla scomparsa del presidente Franco Sensi, spentosi a 82 anni dopo una lunga malattia: a succedergli la figlia Rosella. In avanspettacolo alla stagione la Supercoppa nazionale, con l'Inter opponente per il terzo anno consecutivo: un errore del capitano Totti durante la sequenza dei rigori spianò la strada ai milanesi, aggiudicatisi poi il trofeo con la decisiva realizzazione di Javier Zanetti.
Forte dell'innesto di Ménez e Júlio Baptista, la Roma esordì in campionato pareggiando il derby del Sole contro il Napoli: ben più critiche le uscite seguenti, con un rendimento deficitario soprattutto in trasferta. In occasione della prima gara in Champions League toccava al Cluj gelare clamorosamente il pubblico dell'Olimpico, impianto violato con largo scarto anche dai nerazzurri: accumulate ben 8 sconfitte nei primi 13 incontri stagionali, la vittoria sul Chelsea e il conseguente trionfo nella stracittadina del 16 novembre 2008 riuscirono ad imprimere la svolta.
Con Brighi autore di una doppietta in Romania, furono ancora un gol del centrocampista e il raddoppio di Totti a blindare la qualificazione sul campo di Bordeaux: mentre la risalita in ambito nazionale prendeva lentamente forma, i giallorossi fallirono la difesa del titolo in Coppa Italia arrendendosi ai summenzionati meneghini nel quarto di finale. Se la zona Uefa appariva un traguardo alla portata stando ai primi risultati del girone di ritorno, l'ostacolo britannico era nuovamente fatale in coppa: un rigore trasformato da Van Persie consegnò infatti all'Arsenal la partita d'andata, col punteggio globale equilibrato da Juan nel retour match prima che la lotteria dal dischetto favorisse gli inglesi.
L'obiettivo minimo dei romani — che pure erano partiti con altre ambizioni — veniva dunque limitato al sesto posto, rincorsa complicata l'11 aprile 2009 da un derby che la Lazio fece suo col risultato di 4-2: al termine di un'annata per molti versi fallimentare, Spalletti condusse la squadra a ritagliarsi un posto in Europa League (sostituta della Coppa UEFA) grazie ai 3 punti ottenuti nella trasferta a San Siro della penultima giornata. Lieve consolazione anche per Totti, capace di sopravanzare Giampiero Boniperti nella top ten dei marcatori giungendo a quota 178 reti in Serie A.

## Divise e sponsor
Continua dall'anno precedente la sponsorizzazione Wind con fornitore tecnico Kappa. La prima divisa è costituita da maglia rossa con bordi manica e colletto gialli, pantaloncini bianchi e calzettoni neri. In trasferta i Lupi usano una costituita da maglia bianca con decorazioni gialle e rosse, pantaloncini bianchi, calzettoni bianchi. Come terza divisa viene usato un kit completamente nero con dettagli gialli. I portieri usano tre divise: una nera, una gialla, una grigia, tutte con dettagli giallorossi. Tutte le divise presentano la coccarda della Coppa Italia cucita nella manica sinistra (nelle competizioni nazionali) o sul petto (in UEFA Champions League).
| Casa | Trasferta | Terza divisa | 1ª Europa | 2ª Europa | 3ª Europa | 1ª portiere | 2ª portiere | 3ª portiere |

## Organigramma societario
Di seguito l'organigramma societario.
Area direttiva
- Presidente e amministratore delegato: Rosella Sensi
- Vicepresidenti: Ciro Di Martino, Giovanni Ferreri

Area organizzativa
- Coordinatore e ottimizzatore delle risorse umane dell'area sportiva: Gian Paolo Montali
- Responsabile organizzativo e logistica: Antonio Tempestilli
- Responsabile organizzazione e stadio: Maurizio Cenci
- Team manager: Salvatore Scaglia
- Dirigente addetto agli arbitri: Vittorio Benedetti

Area comunicazione
- Responsabile comunicazione: Elena Turra

Area tecnica
- Direttore sportivo: Daniele Pradè
- Direttore tecnico: Bruno Conti
- Allenatore: Luciano Spalletti
- Allenatore in seconda: Marco Domenichini
- Collaboratori tecnici: Aurelio Andreazzoli
- Preparatori atletici: Paolo Bertelli
- Allenatore dei portieri: Adriano Bonaiuti

Area sanitaria
- Responsabile sanitario: Vincenzo Affinito
- Massaggiatore: Giorgio Rossi

## Rosa
Di seguito la rosa.
| N. |                       | Ruolo | Calciatore                        |
| -- | --------------------- | ----- | --------------------------------- |
| 2  | Italia (bandiera)     | D     | Christian Panucci (vice capitano) |
| 3  | Brasile (bandiera)    | D     | Cicinho                           |
| 4  | Brasile (bandiera)    | D     | Juan                              |
| 5  | Francia (bandiera)    | D     | Philippe Mexès                    |
| 7  | Cile (bandiera)       | C     | David Pizarro                     |
| 8  | Italia (bandiera)     | C     | Alberto Aquilani                  |
| 9  | Montenegro (bandiera) | A     | Mirko Vučinić                     |
| 10 | Italia (bandiera)     | A     | Francesco Totti (capitano)        |
| 11 | Brasile (bandiera)    | C     | Rodrigo Taddei                    |
| 12 | Italia (bandiera)     | P     | Pietro Pipolo                     |
| 13 | Italia (bandiera)     | D     | Marco Motta                       |
| 14 | Brasile (bandiera)    | C     | Filipe Gomes Ribeiro              |
| 15 | Italia (bandiera)     | D     | Simone Loria                      |
| 16 | Italia (bandiera)     | C     | Daniele De Rossi                  |
| 17 | Norvegia (bandiera)   | D     | John Arne Riise                   |
| 19 | Brasile (bandiera)    | A     | Júlio Baptista                    |
| 20 | Italia (bandiera)     | C     | Simone Perrotta                   |

| N. |                    | Ruolo | Calciatore            |
| -- | ------------------ | ----- | --------------------- |
| 21 | Mali (bandiera)    | D     | Souleymane Diamoutene |
| 22 | Italia (bandiera)  | D     | Max Tonetto           |
| 23 | Italia (bandiera)  | A     | Vincenzo Montella     |
| 24 | Francia (bandiera) | A     | Jérémy Ménez          |
| 25 | Brasile (bandiera) | P     | Artur Moraes          |
| 26 | Romania (bandiera) | C     | Adrian Piț            |
| 27 | Brasile (bandiera) | P     | Júlio Sérgio          |
| 32 | Brasile (bandiera) | P     | Doni                  |
| 33 | Italia (bandiera)  | C     | Matteo Brighi         |
| 34 | Italia (bandiera)  | C     | Valerio Virga         |
| 37 | Italia (bandiera)  | D     | Alessandro Crescenzi  |
| 38 | Italia (bandiera)  | A     | Marco D'Alessandro    |
| 39 | Romania (bandiera) | C     | Adrian Stoian         |
| 77 | Italia (bandiera)  | D     | Marco Cassetti        |
| 89 | Italia (bandiera)  | A     | Stefano Okaka         |
|    | Italia (bandiera)  | D     | Marco Andreolli       |
|    | Italia (bandiera)  | C     | Leandro Greco         |

## Calciomercato
Di seguito il calciomercato.

### Sessione estiva (dall'1/7 all'1/9)
| Acquisti | Acquisti          | Acquisti    | Acquisti                     |
| R.       | Nome              | dal         | Modalità                     |
| -------- | ----------------- | ----------- | ---------------------------- |
| P        | Artur Moraes      | Siena       | definitivo (0.750 milioni €) |
| D        | John Arne Riise   | Liverpool   | definitivo (5 milioni €)     |
| D        | Simone Loria      | Siena       | definitivo (2.8 milioni €)   |
| C        | Ménez             | Monaco      | definitivo (10,5 milioni €)  |
| A        | Júlio Baptista    | Real Madrid | definitivo (9 milioni €)     |
| A        | Stefano Okaka     | Modena      | fine prestito                |
| A        | Vincenzo Montella | Sampdoria   | fine prestito                |

| Cessioni | Cessioni             | Cessioni            | Cessioni                   |
| R.       | Nome                 | al                  | Modalità                   |
| -------- | -------------------- | ------------------- | -------------------------- |
| P        | Gianluca Curci       | Siena               | comproprietà               |
| P        | Carlo Zotti          | Cittadella          | rescissione                |
| D        | Vitorino Antunes     | Lecce               | prestito                   |
| D        | Matteo Ferrari       | Genoa               | svincolato                 |
| D        | Marco Andreolli      | Sassuolo            | prestito                   |
| C        | Ludovic Giuly        | Paris Saint-Germain | definitivo (2,5 milioni €) |
| C        | Mancini              | Inter               | definitivo (13 milioni €)  |
| C        | Ahmed Barusso        | Siena               | prestito                   |
| C        | Adrian Piț           | Pisa                | prestito                   |
| C        | Aleandro Rosi        | Livorno             | prestito                   |
| C        | Massimiliano Marsili | Modena              | prestito                   |
| C        | Mauro Esposito       | Chievo              | prestito                   |
| C        | Edgar Álvarez        | Pisa                | prestito                   |
| A        | Keivan Zarineh       | Pescina VG          | prestito                   |
| A        | Alessio Cerci        | Atalanta            | prestito                   |

### Sessione invernale (dall'7/1 all'2/2)
| Acquisti | Acquisti              | Acquisti   | Acquisti                  |
| R.       | Nome                  | dal        | Modalità                  |
| -------- | --------------------- | ---------- | ------------------------- |
| P        | Sugar David           | Bellinzona | prestito                  |
| D        | Souleymane Diamoutene | Lecce      | prestito (0.15 milioni €) |
| D        | Marco Motta           | Udinese    | prestito                  |
| C        | Adrian Piț            | Pisa       | fine prestito             |

| Cessioni | Cessioni      | Cessioni | Cessioni |
| R.       | Nome          | al       | Modalità |
| -------- | ------------- | -------- | -------- |
| C        | Valerio Virga | Novara   | prestito |
| A        | Stefano Okaka | Brescia  | prestito |

## Risultati

### Supercoppa italiana
| Arbitro: | Saccani (Mantova) |

|                                                                   |                      |                                                             |
| Muntari 18’ Balotelli 84’                                         | Marcatori            | 60’ De Rossi 90+1’ Vučinić                                  |
| Ibrahimović Balotelli Stanković Maxwell Cambiasso Jiménez Zanetti | Tiri di rigore 6 – 5 | Vučinić Júlio Baptista De Rossi Cassetti Totti Pizarro Juan |

### Serie A

#### Girone di andata
| Arbitro: | Rizzoli (Bologna) |

|              |           |            |
| Aquilani 29’ | Marcatori | 55’ Hamšík |

| Arbitro: | Saccani (Mantova) |

|                             |           |                |
| Miccoli 20’, 56’ Cavani 72’ | Marcatori | 8’ J. Baptista |

| Arbitro: | Gervasoni (Mantova) |

|                                           |           |  |
| Panucci 45+1’ Aquilani 51’ Perrotta 90+4’ | Marcatori |  |

| Arbitro: | Brighi (Cesena) |

|                           |           |              |
| Sculli 4’ Milito 61’, 88’ | Marcatori | 28’ De Rossi |

| Arbitro: | Tagliavento (Terni) |

|                         |           |  |
| Panucci 17’ Vučinić 31’ | Marcatori |  |

| Arbitro: | De Marco (Genova) |

|             |           |  |
| Frick 45+1’ | Marcatori |  |

| Arbitro: | Rizzoli (Bologna) |

|  |           |                                              |
|  | Marcatori | 5’, 47’ Ibrahimović 54’ Stanković 56’ Obinna |

| Arbitro: | Saccani (Mantova) |

|                                            |           |                  |
| Di Natale 10’ (rig.), 51’ Floro Flores 22’ | Marcatori | 74’ (rig.) Totti |

| Arbitro: | Tagliavento (Terni) |

|                      |           |  |
| J. Baptista 21’, 53’ | Marcatori |  |

| Arbitro: | Rizzoli (Bologna) |

|                              |           |  |
| Del Piero 38’ Marchionni 48’ | Marcatori |  |

| Arbitro: | Orsato (Schio) |

|                      |           |           |
| Cicinho 90+2’ (aut.) | Marcatori | 68’ Totti |

| Arbitro: | Rocchi (Firenze) |

|                 |           |  |
| J. Baptista 50’ | Marcatori |  |

| Arbitro: | Gervasoni (Mantova) |

|  |           |                                |
|  | Marcatori | 11’ Vučinić 38’ Juan 49’ Totti |

| Arbitro: | Tagliavento (Terni) |

|           |           |  |
| Totti 59’ | Marcatori |  |

| Arbitro: | Morganti (Ascoli Piceno) |

|  |           |           |
|  | Marcatori | 69’ Ménez |

| Arbitro: | Trefoloni (Siena) |

|                                    |           |                    |
| Totti 39’ Perrotta 77’ Vučinić 90’ | Marcatori | 58’ Conti 69’ Jeda |

| Arbitro: | Rosetti (Torino) |

|                               |           |                       |
| Baiocco 34’ Morimoto 40’, 56’ | Marcatori | 74’ Vučinić 78’ Ménez |

| Arbitro: | Morganti (Ascoli Piceno) |

|                  |           |               |
| Vučinić 22’, 72’ | Marcatori | 48’, 53’ Pato |

| Arbitro: | Rocchi (Firenze) |

|  |           |                   |
|  | Marcatori | 90+1’ J. Baptista |

#### Girone di ritorno
| Arbitro: | Morganti (Ascoli Piceno) |

|  |           |                                |
|  | Marcatori | 18’ Mexès 32’ Juan 50’ Vučinić |

| Arbitro: | Pierpaoli (Firenze) |

|                      |           |            |
| Totti 24’ Brighi 45’ | Marcatori | 31’ Cavani |

| Arbitro: | Rosetti (Torino) |

|                              |           |                    |
| Corradi 43’ (rig.) Cozza 81’ | Marcatori | 45+1’, 57’ Pizarro |

| Arbitro: | Rocchi (Firenze) |

|                                           |           |  |
| Cicinho 26’ Vučinić 47’ J. Baptista 90+3’ | Marcatori |  |

| Arbitro: | Morganti (Ascoli Piceno) |

|                           |           |  |
| Capelli 52’ Doni 56’, 69’ | Marcatori |  |

| Arbitro: | Gava (Firenze) |

|            |           |  |
| Taddei 63’ | Marcatori |  |

| Arbitro: | Rizzoli (Bologna) |

|                                      |           |                                   |
| Balotelli 50’, 63’ (rig.) Crespo 79’ | Marcatori | 23’ De Rossi 29’ Riise 57’ Brighi |

| Arbitro: | Tagliavento (Terni) |

|             |           |            |
| Vučinić 61’ | Marcatori | 54’ Felipe |

| Arbitro: | Rosetti (Torino) |

|                  |           |                            |
| Pazzini 25’, 43’ | Marcatori | 7’, 70’ (rig.) J. Baptista |

| Arbitro: | Rocchi (Firenze) |

|           |           |                                           |
| Loria 48’ | Marcatori | 34’, 55’ Iaquinta 68’ Mellberg 74’ Nedvěd |

| Arbitro: | Damato (Barletta) |

|                              |           |               |
| Totti 12’ (rig.), 58’ (rig.) | Marcatori | 26’ Marazzina |

| Arbitro: | Morganti (Ascoli Piceno) |

|                                                  |           |                        |
| Pandev 2’ Zárate 4’ Lichtsteiner 58’ Kolarov 85’ | Marcatori | 10’ Mexès 80’ De Rossi |

| Arbitro: | Mazzoleni (Bergamo) |

|                                 |           |                             |
| Totti 3’, 59’ (rig.) Brighi 13’ | Marcatori | 31’ Munari 55’ Papadopoulos |

| Arbitro: | Banti (Livorno) |

|                                        |           |                 |
| Vargas 6’ Gilardino 47’, 67’ Gobbi 73’ | Marcatori | 86’ J. Baptista |

| Roma 3 maggio 2009, ore 15:00 CEST 34ª giornata | Roma              | 0 – 0 referto | Chievo | Stadio Olimpico (33.821 spett.)\| Arbitro: \| Damato (Barletta) \| |
| Arbitro:                                        | Damato (Barletta) |               |        |                                                                    |

| Arbitro: | Rocchi (Firenze) |

|                           |           |                        |
| Matri 34’ Acquafresca 59’ | Marcatori | 63’ Totti 69’ Perrotta |

| Arbitro: | Gava (Firenze) |

|                                             |           |                                      |
| Perrotta 13’, 31’ Vučinić 18’ Panucci 90+2’ | Marcatori | 15’ Tedesco 46’ Mascara 72’ Morimoto |

| Arbitro: | De Marco (Genova) |

|                    |           |                               |
| Ambrosini 75’, 81’ | Marcatori | 36’ Riise 80’ Ménez 85’ Totti |

| Arbitro: | Damato (Barletta) |

|                                        |           |                         |
| Ménez 35’ Vučinić 74’ Totti 83’ (rig.) | Marcatori | 9’ Vailatti 88’ Ventola |

### Coppa Italia

#### Fase finale
| Arbitro: | Mazzoleni (Bergamo) |

|                  |           |  |
| Vučinić 82’, 85’ | Marcatori |  |

| Arbitro: | Orsato (Schio) |

|                             |           |            |
| Adriano 10’ Ibrahimović 63’ | Marcatori | 61’ Taddei |

### Champions League

#### Fase a gironi
| Arbitro: | Baskakov |

|             |           |                |
| Panucci 17’ | Marcatori | 28’, 49’ Culio |

| Arbitro: | Undiano Mallenco |

|              |           |                                  |
| Gourcuff 18’ | Marcatori | 64’ Vučinić 71’, 82’ J. Baptista |

| Arbitro: | Vassaras |

|           |           |  |
| Terry 77’ | Marcatori |  |

| Arbitro: | Cantalejo |

|                              |           |           |
| Panucci 33’ Vučinić 47’, 57’ | Marcatori | 77’ Terry |

| Arbitro: | Batista |

|          |           |                           |
| Koné 30’ | Marcatori | 10’, 64’ Brighi 22’ Totti |

| Arbitro: | Fandel |

|                      |           |  |
| Brighi 61’ Totti 79’ | Marcatori |  |

#### Fase a eliminazione diretta
| Arbitro: | Bo Larsen |

|                       |           |  |
| Van Persie 36’ (rig.) | Marcatori |  |

| Arbitro: | González |

|                                                                   |                      |                                                             |
| Juan 9’                                                           | Marcatori            |                                                             |
| Pizarro Vučinić J. Baptista Montella Totti Aquilani Riise Tonetto | Tiri di rigore 6 – 7 | Eduardo Van Persie Walcott Nasri Denílson Touré Sagna Diaby |

## Statistiche

### Statistiche di squadra
Statistiche aggiornate al 31 maggio 2009.
| Competizione     | Punti | In casa | In casa | In casa | In casa | In casa | In casa | In trasferta | In trasferta | In trasferta | In trasferta | In trasferta | In trasferta | Totale | Totale | Totale | Totale | Totale | Totale | DR  |
| Competizione     | Punti | G       | V       | N       | P       | Gf      | Gs      | G            | V            | N            | P            | Gf           | Gs           | G      | V      | N      | P      | Gf     | Gs     | DR  |
| ---------------- | ----- | ------- | ------- | ------- | ------- | ------- | ------- | ------------ | ------------ | ------------ | ------------ | ------------ | ------------ | ------ | ------ | ------ | ------ | ------ | ------ | --- |
| Serie A          | 63    | 19      | 13      | 4       | 2       | 35      | 23      | 19           | 5            | 5            | 9            | 29           | 38           | 38     | 18     | 9      | 11     | 64     | 61     | +3  |
| Coppa Italia     | -     | 1       | 1       | 0       | 0       | 2       | 0       | 0            | 0            | 0            | 1            | 1            | 2            | 2      | 1      | 0      | 1      | 3      | 2      | +1  |
| Champions League | -     | 4       | 3       | 0       | 1       | 7       | 3       | 4            | 2            | 0            | 2            | 6            | 4            | 8      | 5      | 0      | 3      | 13     | 7      | +6  |
| Totale           | 63    | 24      | 17      | 4       | 3       | 44      | 28      | 23           | 7            | 5            | 12           | 36           | 44           | 48     | 24     | 9      | 15     | 80     | 70     | +10 |

### Andamento in campionato
| Giornata  | 1  | 2  | 3 | 4  | 5  | 6  | 7  | 8  | 9  | 10 | 11 | 12 | 13 | 14 | 15 | 16 | 17 | 18 | 19 | 20 | 21 | 22 | 23 | 24 | 25 | 26 | 27 | 28 | 29 | 30 | 31 | 32 | 33 | 34 | 35 | 36 | 37 | 38 |
| --------- | -- | -- | - | -- | -- | -- | -- | -- | -- | -- | -- | -- | -- | -- | -- | -- | -- | -- | -- | -- | -- | -- | -- | -- | -- | -- | -- | -- | -- | -- | -- | -- | -- | -- | -- | -- | -- | -- |
| Luogo     | C  | T  | C | T  | C  | T  | C  | T  | C  | T  | T  | C  | T  | C  | T  | C  | T  | C  | T  | T  | C  | T  | C  | T  | C  | T  | C  | T  | C  | C  | T  | C  | T  | C  | T  | C  | T  | C  |
| Risultato | N  | P  | V | P  | V  | P  | P  | P  | V  | P  | N  | V  | V  | V  | V  | V  | P  | N  | V  | V  | V  | N  | V  | P  | V  | N  | N  | N  | P  | V  | P  | V  | P  | N  | N  | V  | V  | V  |
| Posizione | 12 | 17 | 8 | 14 | 10 | 14 | 14 | 15 | 13 | 15 | 15 | 12 | 12 | 12 | 9  | 7  | 8  | 8  | 8  | 6  | 5  | 6  | 6  | 6  | 6  | 6  | 6  | 6  | 6  | 6  | 6  | 6  | 6  | 6  | 6  | 6  | 6  | 6  |

Legenda:

Luogo: C = Casa; T = Trasferta. Risultato: V = Vittoria; N = Pareggio; P = Sconfitta.

### Statistiche dei giocatori
Sono in corsivo i calciatori che hanno lasciato la società a stagione in corso. Tra parentesi le autoreti.
| Giocatore       | Serie A  | Serie A | Serie A     | Serie A    | Coppa Italia | Coppa Italia | Coppa Italia | Coppa Italia | Champions League | Champions League | Champions League | Champions League | Totale   | Totale | Totale      | Totale     |
| Giocatore       | Presenze | Reti    | Ammonizioni | Espulsioni | Presenze     | Reti         | Ammonizioni  | Espulsioni   | Presenze         | Reti             | Ammonizioni      | Espulsioni       | Presenze | Reti   | Ammonizioni | Espulsioni |
| --------------- | -------- | ------- | ----------- | ---------- | ------------ | ------------ | ------------ | ------------ | ---------------- | ---------------- | ---------------- | ---------------- | -------- | ------ | ----------- | ---------- |
| A. Aquilani     | 11       | 2       | 2           | 0          | 1            | 0            | 0            | 0            | 4                | 0                | 0                | 0                | 16       | 2      | 2           | 0          |
| Artur           | 11       | -18     | 1           | 0          | 2            | -2           | 0            | 0            | 0                | 0                | 0                | 0                | 13       | -20    | 1           | 0          |
| J. Baptista     | 26       | 8       | 1           | 0          | 2            | 0            | 0            | 0            | 7                | 2                | 0                | 0                | 35       | 10     | 1           | 0          |
| M. Brighi       | 33       | 3       | 2           | 1          | 2            | 0            | 0            | 0            | 7                | 3                | 2                | 0                | 42       | 6      | 4           | 1          |
| M. Cassetti     | 13       | 0       | 2           | 0          | 1            | 0            | 0            | 0            | 2                | 0                | 0                | 0                | 16       | 0      | 2           | 0          |
| Cicinho         | 20       | 1       | 4           | 0          | 2            | 0            | 0            | 0            | 5                | 0                | 0                | 0                | 27       | 1      | 4           | 0          |
| M. D'Alessandro | 2        | 0       | 0           | 0          | 0            | 0            | 0            | 0            | 0                | 0                | 0                | 0                | 2        | 0      | 0           | 0          |
| D. De Rossi     | 33       | 3       | 7           | 2          | 2            | 0            | 0            | 0            | 7                | 0                | 2                | 0                | 42       | 3      | 9           | 2          |
| S. Diamoutene   | 10       | 0       | 5           | 0          | 0            | 0            | 0            | 0            | 2                | 0                | 0                | 0                | 12       | 0      | 5           | 0          |
| Doni            | 28       | -43     | 1           | 0          | 0            | 0            | 0            | 0            | 8                | -7               | 0                | 0                | 36       | -50    | 1           | 0          |
| Filipe          | 3        | 0       | 0           | 0          | 0            | 0            | 0            | 0            | 0                | 0                | 0                | 0                | 3        | 0      | 0           | 0          |
| Juan            | 20       | 2       | 0           | 0          | 1            | 0            | 0            | 0            | 4                | 1                | 0                | 0                | 25       | 3      | 0           | 0          |
| S. Loria        | 9        | 1       | 2           | 0          | 1            | 0            | 0            | 0            | 2                | 0                | 0                | 0                | 12       | 1      | 2           | 0          |
| J. Ménez        | 27       | 4       | 3           | 0          | 2            | 0            | 0            | 0            | 3                | 0                | 0                | 0                | 32       | 4      | 3           | 0          |
| P. Mexès        | 29       | 2       | 7           | 2          | 2            | 0            | 0            | 0            | 6                | 0                | 2                | 0                | 37       | 2      | 9           | 2          |
| V. Montella     | 4        | 0       | 0           | 0          | 1            | 0            | 0            | 0            | 1                | 0                | 0                | 0                | 6        | 0      | 0           | 0          |
| M. Motta        | 24       | 0       | 4           | 1          | 0            | 0            | 0            | 0            | 2                | 0                | 1                | 0                | 26       | 0      | 5           | 1          |
| S. Okaka        | 4        | 0       | 1           | 0          | 1            | 0            | 0            | 0            | 1                | 0                | 0                | 0                | 6        | 0      | 1           | 0          |
| C. Panucci      | 22       | 3       | 3           | 2          | 1            | 0            | 0            | 0            | 5                | 2                | 1                | 0                | 28       | 5      | 4           | 2          |
| S. Perrotta     | 24       | 5       | 4           | 2          | 1            | 0            | 0            | 0            | 6                | 0                | 1                | 0                | 31       | 5      | 5           | 2          |
| D. Pizarro      | 24       | 2       | 9           | 1          | 1            | 0            | 0            | 0            | 5                | 0                | 1                | 0                | 30       | 2      | 10          | 1          |
| J. Riise        | 31       | 2       | 2           | 0          | 2            | 0            | 0            | 0            | 8                | 0                | 0                | 0                | 41       | 2      | 2           | 0          |
| R. Taddei       | 26       | 1       | 4           | 1          | 1            | 1            | 0            | 0            | 7                | 0                | 0                | 0                | 34       | 2      | 4           | 1          |
| M. Tonetto      | 13       | 0       | 2           | 0          | 0            | 0            | 0            | 0            | 4                | 0                | 0                | 0                | 17       | 0      | 2           | 0          |
| F. Totti        | 22       | 8       | 3           | 0          | 0            | 0            | 0            | 0            | 7                | 2                | 1                | 0                | 29       | 10     | 4           | 0          |
| V. Virga        | 1        | 0       | 1           | 0          | 0            | 0            | 0            | 0            | 0                | 0                | 0                | 0                | 1        | 0      | 1           | 0          |
| M. Vučinić      | 27       | 11      | 6           | 0          | 2            | 2            | 0            | 0            | 8                | 1                | 0                | 0                | 37       | 14     | 6           | 0          |

## Giovanili

### Organigramma
Area direttiva
- Allenatore: Alberto De Rossi
- Responsabile organizzativo: Bruno Conti

### Piazzamenti
- Primavera:
  - Campionato: ottavi di finale[48]
  - Coppa Italia: finalista[49]
  - Torneo di Viareggio: fase a gironi[50]